# Ana Cândida Perez
 Ana Cândida Perez  (Porto Alegre, Rio Grande do Sul, 1º de novembro de 1954) é uma diplomata brasileira aposentada. Foi Cônsul-Geral em Xangai (2012- 2017) e Embaixadora em Abuja (2009-2012). 

## Biografia

### Vida pessoal
Nasceu na cidade de Porto Alegre, Rio Grande do Sul, filha de Pompeu Marques Perez e de Maria Helena Sá Perez.

### Formação Acadêmica
Em 1975, graduou-se em Letras, Português e Literatura pela Pontifícia Universidade Católica do Rio de Janeiro. 

### Carreira Diplomática
Ingressou na carreira diplomática em 1980, no cargo de Terceira Secretária, após ter concluído o Curso de Preparação à Carreira de Diplomata do Instituto Rio Branco.
Foi inicialmente lotada na Divisão de Transportes e Comunicação, Departamento Econômico, onde trabalhou de 1980 a 1983. Em 1982, havia sido promovida a segunda-secretária. No ano de 1983, foi removida para o Consulado Geral do Brasil em Paris, onde exerceu a função de cônsul-adjunta. Entre 1987 e 1990, esteve lotada na Embaixada do Brasil em Caracas. No ano de 1989, havia sido promovida a primeira-secretária.
Ao regressar a Brasília, em 1990, foi designada chefe da secretaria da academia diplomática brasileira, o Instituto Rio Branco. Nesse período, ministrou a disciplina de Redação Profissional. Em 1991, passou a trabalhar como assessora no Departamento de Organismos Internacionais. Em 1992, foi removida para Genebra, onde exerceu a função de primeira-secretária na Delegação Permanente do Brasil em Genebra. Paralelamente, fez curso de mestrado (sem obtenção de título) em Direito Internacional Público no Instituto Universitário de Altos Estudos Internacionais (IHEID) de Genebra.
Em 1995, voltou ao Brasil, para assumir a função de Coordenadora Substituta de Ensino no Instituto Rio Branco. De 1996 a 1998, passou a exercer a subchefia da Divisão de Direitos Humanos do Itamaraty, período no qual foi promovida a conselheira. Em 1998, esteve lotada do Departamento de Direitos Humanos e Temas Sociais. 
De 1998 e 2001, foi conselheira da Embaixada do Brasil em Estocolmo. Entre 2001 e 2004, exerceu o cargo de conselheira e ministra na Embaixada em Londres, e, subsequentemente, voltou a ser lotada na Embaixada do Brasil em Estocolmo, na função de ministra-conselheira. Defendeu, em 2003, tese no Curso de Altos Estudos do Instituto Rio Branco, intitulada “A Política Externa de Direitos Humanos”, um dos requisitos necessários para a ascensão funcional na carreira diplomática. No mesmo ano da aprovação de sua tese, foi promovida a ministra de Segunda Classe. 
Em 2009, foi designada Embaixadora do Brasil em Abuja, onde permaneceu até 2012. Representou o Brasil na CEDEAO-Comunidade Econômica dos Estados da África Ocidental, organização regional na qual o Brasil é Observador Permanente. Em 2010, havia sido promovida a ministra de primeira classe, o mais alto grau na hierarquia da carreira diplomática brasileira. Posteriormente, assumiu a função de cônsul-geral em Xangai, de 2012 a 2017.  Foi Decana do Corpo Consular em Xangai.  

## Condecorações
As seguintes condecorações lhe foram atribuídas:
- Medalha do Mérito Tamandaré, Brasil (1983)
- Ordem Real da Estrela Polar, Suécia, Comendador (2002)
- Grã Cruz da Ordem de Rio Branco (2010)